# Pisces-Cetus-superclustercomplex
Het Pisces-Cetus-superclustercomplex is de op vier na grootste structuur in het waarneembaar universum. 
Het complex is ontdekt in 1987 door R. Brent Tully en bestaat uit de volgende clusters:
1. Pisces-Cetus-supercluster
2. Perseus-Pisces-supercluster en gerelateerde delen
3. Pegasus-Pisces-groep
4. Sculptor-regio (Sculptor-supercluster en Herculus-supercluster)
5. Virgo-Hydra-Centaurus Supercluster